# John Drake (1er baronnet)
John Drake, 1er baronnet (4 avril 1625 – 6 juillet 1669) est un homme politique anglais.

## Biographie
Il est le fils de John Drake du mont Drake et d'Ashe et de sa femme Helen Butler, fille de John Boteler (1er baron Boteler de Brantfield).
En 1660, il est élu député de Bridport au Parlement de la Convention. Il est créé baronnet d'Ashe, dans le comté de Devon, le 31 août 1660.
Il épouse Jane Yonge, fille de John Yonge (1er baronnet), et ensuite Dionysia Strode, fille de Richard Strode de Newnham. Il est remplacé par ses trois fils des deux mariages. Sa sœur Elizabeth épouse Winston Churchill (1620-1688) et est la mère du premier duc de Marlborough.
Drake est mort à l'âge de 44 ans.